# توريلد سكارد
توريلد سكارد (بالنرويجية البوكمول: Torild Skard)‏، من مواليد 29 نوفمبر من عام 1936؛ عالمة نفس نرويجية وسياسية تابعة لحزب اليسار الاشتراكي، كما أنها نائبة سابقة للسكرتير الدائم في وزارة الخارجية، ورئيس سابق لمنظمة اليونيسيف.
عملت سكارد كعضو في البرلمان كممثلة لمقاطعة آكيرشوش وكرئيسة للبرلمان النرويجي وكنائب رئيس اللجنة الدائمة للعدالة بين عامي 1973 و1977. كما عملت أيضاً على إدارة المسائل المتعلقة بوضع المرأة في اليونيسكو بين عامي 1984 و19786، بالإضافة إلى عملها كمديرة إقليمية لليونيسيف في غرب ووسط أفريقيا بين عامي 1988 و1989. كانت سكارد رئيسة المجلس التنفيذي لمنظمة اليونيسيف الدولية بين عامي 1988 و1989، وشغلت أيضاً منصب المدير العام لمجلس التعاون الإنمائي ومنصب نائب الأمين الدائم المسؤول عن التعاون الإنمائي والمستشار الخاص في وزارة الشؤون الخارجية النرويجية. وعملت بالإضافة إلى كل ذلك كباحثة أولى في المعهد النرويجي للشؤون الدولية.
وُصفت سكارد بأنها «رمز للحركة النسائية النرويجية»؛ حيث كانت رئيسة الجمعية النرويجية لحقوق المرأة بين عامي 2006 و2013، كما عملت كنائب لرئيس منتدى المرأة والتنمية خلال هذه الفترة أيضاً. كتبت سكارد العديد من الكتب بما في ذلك كتاب «قارة الأمهات، قارة الأمل» (2003) حول التنمية الأفريقية وكتاب «نساء القوة» (2014) عن رؤساء الدول والحكومات الإناث حول العالم.

## الحياة الشخصية
ولدت سكارد في أوسلو، وهي ابنة البروفيسور سيغموند سكارد (1903- 1995) والأستاذة المشاركة أوس غرودا سكارد (1905- 1985). تمتلك سكارد عدة أخوة وأخوات هم آن سكارد وهالفدان سكارد وأوزمند سكارد بالإضافة إلى توأمها مولفريد غرود فليككي. تعتبر سكارد حفيدة المؤرخ والوزير السابق للشؤون الخارجية هالفدان كوت والرائدة النسوية كارين غرود كوت، من جهة والدتها؛ أما من جهة والدها فهي حفيدة مشرفي المدارس ماتياس سكارد وجيدا سكارد، كما أنها قريبة كل من تورفين وبيارن وإيليف وأولاف سكارد، وهي قريبة بول كوت أيضاً.
تزوجت سكارد في عام 1962 من المؤرخ واللاهوتي والسياسي بيرج فور (1937- 2016)، لكنهما انفصلا في عام 1965. وفي عام 19777 شاركت السياسي كور أيستين هانزن (1927- 2012) السكن، قبل أن يتزوجا في عام 1994.

## المسيرة المهنية
حصلت سكارد على تعليمها الأول في العاصمة الأمريكية واشنطن بين عامي 1942- 1945، بعد أن نفيت أسرتها بسبب الاحتلال الألماني للنرويج؛ ولكن بعد الحرب، أكملت سكارد تعليمها الابتدائي والثانوي في ليساكر وستابيك بالقرب من أوسلو، قبل أن تنتهي من تعليمها الثانوي في هيغديهاوغن في أوسلو في عام 1954. بعد إتمامها لدورة الحضارة الفرنسية في جامعة السوربون في باريس وكلية ساغين للمعلمين في أوسلو تخرجت من الجامعة بعد حصولها على ماجستير الفنون. كما حصلت على الدكتوراه في اللغة الفرنسية من قسم التعليم وعلم الاجتماع من جامعة أوسلو عام 1962. ترأست سكارد أيضاً مجلس الطلاب بين عامي 1961- 1962؛ وفي عام 1965 حصلت على دبلوم التعليم.
حاضرت سكارد في كلية تدريب المعلمين الحكومية للتربية الخاصة بين عامي 1965- 1972 وحاضرت أيضاً في جامعة ترومسو بين عامي 1972-  1978. كما حررت المجلة النرويجية التعليمية للمعهد النرويجي للبحوث الاجتماعية من عام 1966 إلى 1972، ومن 1968 إلى 1969. أصبحت طبيبة نفس معتمدة في عام 1975، ثم أصبحت بين عامي 1978 و1984 باحثة في معهد علم نفس العمل في معاهد أبحاث العمل.
توقفت مسيرتها المهنية كباحثة رغم كل ما أنجزته بسبب عملها السياسي، حيث كانت بالأصل عضواً في حزب العمل؛ تزعّمت مجموعة من الطلاب الاشتراكيين في الجامعة، ولكن تم استبعادها في عام 1959 مع معظم أعضاء مجموعتها بسبب معارضتهم للسياسة الخارجية لحزب العمال المتحالفة مع الغرب ولحصول النرويج على عضوية حلف شمال الأطلسي.
شاركت سكارد في تأسيس حزب الشعب الاشتراكي في عام 1961، وكانت سكرتيرة المجموعة البرلمانية للحزب بين عامي 1962 و1963، كما شغلت منصب نائب ممثل البرلمان في النرويج خلال فترة 1965-1969. وفي عام 1971 تم انتخابها كعضو في مجلس مدينة أوسلو، وأصبحت بين عامي 1973 و1977 عضواً في البرلمان عن مقاطعة آكيرشوش.
عملت خلال الفترة السابقة كرئيسة للبرلمان النرويجي وكانت أول امرأة تحصل على هذا المنصب في النرويج؛ كما كانت نائب رئيس اللجنة الدائمة للعدالة. عملت سكارد أيضاً كمندوبة النرويج في الجمعية العامة للأمم المتحدة في عام 1974ومندوبة للنرويج في المؤتمر العالمي للسنة الدولية للمرأة في عام 1975.
ومنذ عام 1984 وحتى عام 1986، عملت سكارد على إدارة المسائل المتعلقة بوضع المرأة في اليونيسكو في باريس، وأصبحت نائبة وكيل وزارة الخارجية النرويجية للتعاون الإنمائي بين عامي 1986 و1989.
احتفظت سكارد بمنصبها كنائبة لوكيل وزارة الخارجية عندما تم دمج وزارة الخارجية النرويجية للتعاون الإنمائي بوزارة الخارجية، وقد كانت أول نائبة لوكيل وزارة الخارجية في هاتين الوزارتين. حصلت سكارد في عام 1991، على ترقيتها لتصبح مساعدة وكيل وزارة الخارجية الدائم للتعاون الإنمائي في وزارة الخارجية حيث شغلت هذا المنصب حتى عام 1994.
كانت سكارد المديرة الإقليمية لليونيسيف في غرب ووسط أفريقيا في أبيدجان بين عامي 1994 و1998. كما كانت رئيسة لمنظمة اليونيسف الدولية بين عامي 1988 و1989. بحلول عام 1993، أصبحت سكارد مستشارة خاصة في وزارة الشؤون الخارجية النرويجية وشغلت هذا المنصب حتى عام 2003، لتعود إلى عملها البحثي القديم في المعهد النرويجي للشؤون الدولية وتستمر به حتى عام 2011.
ترأست سكارد الجمعية النرويجية لحقوق المرأة منذ عام 2006 حتى عام 2013. كما كانت أيضاً عضواً نائباً في المجلس الثقافي في النرويج بين عامي 1965و1968، بالإضافة لكونها عضو مجلس إدارة اتحاد الطلاب في أوسلو بين عامي 1962-و1966. أصبحت سكارد عضو مجلس إدارة الحركة الشعبية ضد الاتحاد الأوروبي بين عامي1970و1973، وزعيمة محلية في اتحاد الخدمة المدنية النرويجي من عام1981 وحتى عام 1982، ونائبة رئيس منتدى المرأة والتنمية.

## التكريم
- قائد رتبة أسد السنغال الوطنية، 1998.
- قائد رتبة القديس أولاف النرويجية، 2012.[9]
- اختيرت من بين «أهم 100 امرأة» في التاريخ من قبل صحيفة «فيردينس غانغ» النرويجية، 2013.
- عضو فخري في الجمعية النرويجية لحقوق المرأة، 2014.

رسمت الفنانة سونيا كرون لوحة لتوريلد سكارد في عام 2001، وتعرض هذه اللوحة بشكل دائم في مبنى البرلمان النرويجي.

## روابط خارجية
- توريلد سكارد على موقع IMDb (الإنجليزية)